# عواد بن جبار
عواد بن جبار ثوري ومجاهد جزائري من مواليد 1926م بسعيدة ويرجع أصله من غليزان إنخرط باكرا في العمل النضالي توفي حرقا في28 فبراير 1962م من قبل المنظمة السرية

## حياته
عواد بن جبار أو سي صابري من مواليد مدينة سعيدة وترجع أصول عائلته لغليزان وبالضبط عرش أولاد سويد التابع لبلدية زمورة وانخرط في النضال في سن 17 سنة، فانضم إلى الكشافة الاسلامية وتميز بالنشاط والحيوية، شغل منصب محاسب بمصلحة الضرائب بغليزان ثم محاسب في مؤسسة الشادولية ثم مدير مسير لهذه الأخيرة

## جهاده
اكتشف هذا الاسم لأول وهلة من خلال العمليات الفدائية التي هزت المدينة غليزان بعد أن انخرط في العمل الفدائي بواسطة المحامي ”امحمد بلعباس ” مع بداية 1957م، العمليات التي استهدفت عناصر الشرطة والدرك والعساكر والكولون ومحطات القطار وقنص العملاء وقطع خطوط الكهرباء والهاتف ومهاجمة الثكنات العسكرية والحانات.
إحدى العمليات الفدائية بتاريخ 05 جويلية 1958 وبالخصوص لما تولى القيادة في سبتمبر 1957 خلفا ل لـ : واضح بن عطية لينتعش أكثر العمل الفدائي باستعمال القنابل اليدوية التي استهدفت أملاك الكولون من ذلك القنبلة اليدوية على دار الحاكم ببلدية المطمر Clainchant سابقا
وكنتيجة للنشاط المكثف للعمليات الفدائية، تشتت قوات الاستعمار الفرنسي وأعلن عن حالة التأهب القصوى، وطلبت النجدات وتعزز دور المخابرات وتم تكثيف دور العملاء واشتداد حملات المداهمة للمحلات والبيوت ،ولما ارتقى الشهيد عواد بن جبار إلى رتبة مسؤول سياسي وعسكري على قطاع غليزان اشتعلت المدينة لهيبا أكثر فأكثر. وعمت حالات الارتباك جميع القيادات الاستعمارية، وهكذا عنونت جرائد الاستعمار واجهتها بـ :الإرهاب يضرب القطاع الوهراني”.
يقول المجاهد محمد بكير:
| عواد بن جبار | وكم كان الشهيد عواد بن جبار يبتهج لذلك العمل الفدائي بالمتفجرات، لقد كان يعطيه أهمية خاصة ويوصي أن يكون الانفجار مروعا وذا قوة كبيرة للتأثير على معنويات الاستعمار الفرنسي بهدف إفشاله | عواد بن جبار |

## إستشهاده
بعد إلقاء القبض على عواد بن جبار وإيداعه السجن بوهران تم إقتحام فيبراير السجن من قبل المنظمة السرية الخاصة واخرجته رفقة ثلاث مجهدين آخرين وهم قراب هواري فريح أحمد وحمداني عدة وتم حرقهم أحياء بغابة كانستال بوهران في 28 فبراير 1962م